# Winthemia sororcula
Winthemia sororcula là một loài ruồi trong họ Tachinidae.